# Mammillaria supertexta
Mammillaria supertexta là một loài thực vật có hoa trong họ Cactaceae. Loài này được Mart. ex Pfeiff. mô tả khoa học đầu tiên năm 1837.

## Hình ảnh

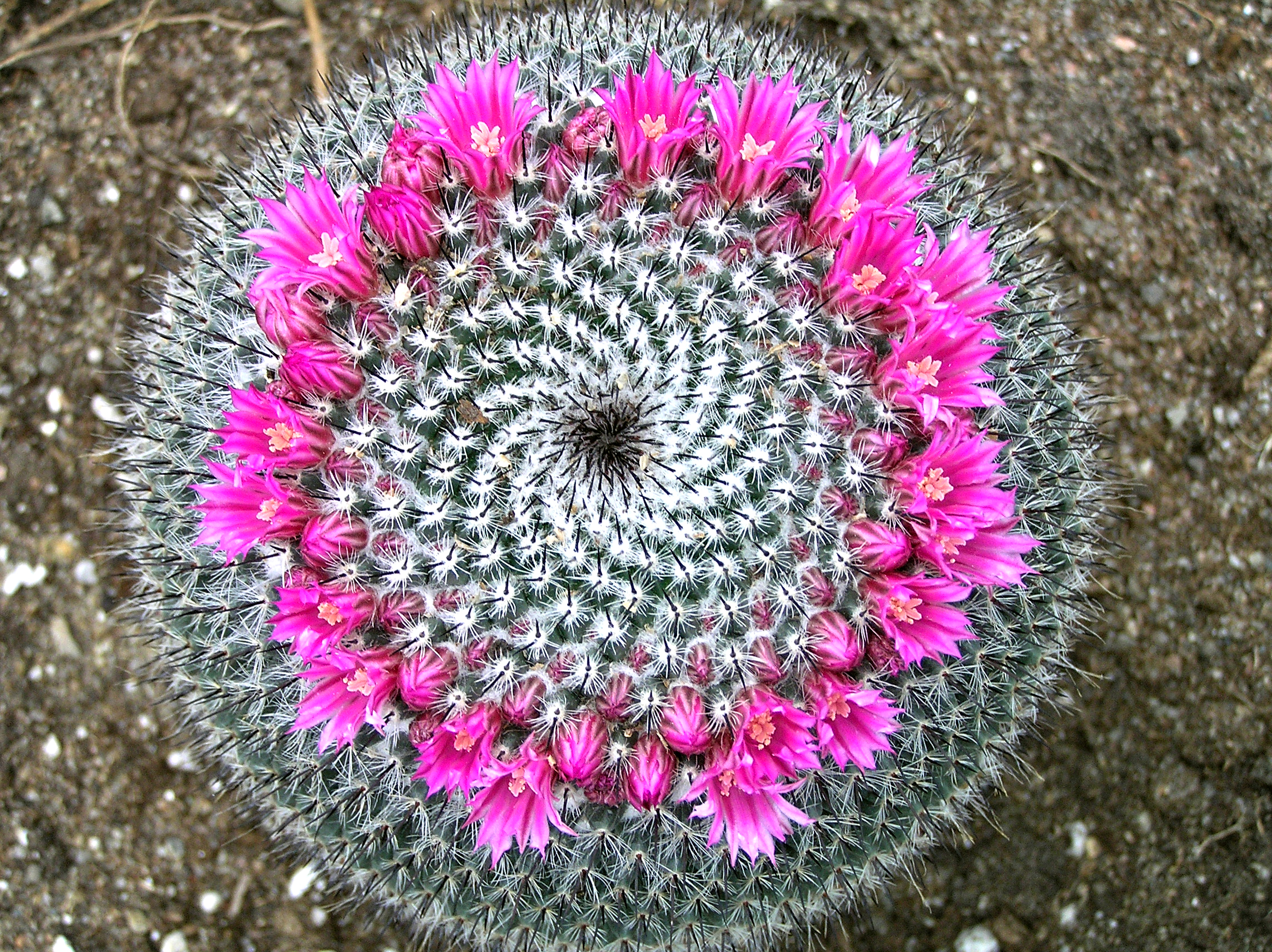